# Portomaso Tower
De Portomaso Tower, of Portomaso Business Tower (bijgenaamd Big Blue) is de eerste en op één na hoogste wolkenkrabber in Malta. Het gebouw bevindt zich in de stad San Ġiljan.
De toren werd in 2001 geopend, is 98 meter hoog en heeft 28 verdiepingen. Tot en met 2020 was dit het hoogste gebouw van Malta, tot de voltooiing van de Mercury Tower, eveneens in San Giljan. Tegelijk met de Portomaso Tower werden ook het direct naastgelegen Hilton Hotel en een jachthaven aangelegd. Het hele Portomaso-project beslaat een oppervlakte van 128.000 m². Direct ten westen van de toren ligt Paceville, een bekend uitgaanscentrum. De glazen wanden van de wolkenkrabber bestaan uit verduisterend materiaal, waardoor het gebouw 's nachts vrijwel onverlicht is. Alleen het dak en de daarop geplaatste antenne worden in rood en blauw verlicht.
De bouw van de Portomaso Tower was vanaf het begin controversieel. Met name door zijn enorme hoogte maar ook omdat het qua architectuur uit de toon valt bij de omliggende traditionele Maltese gebouwen.

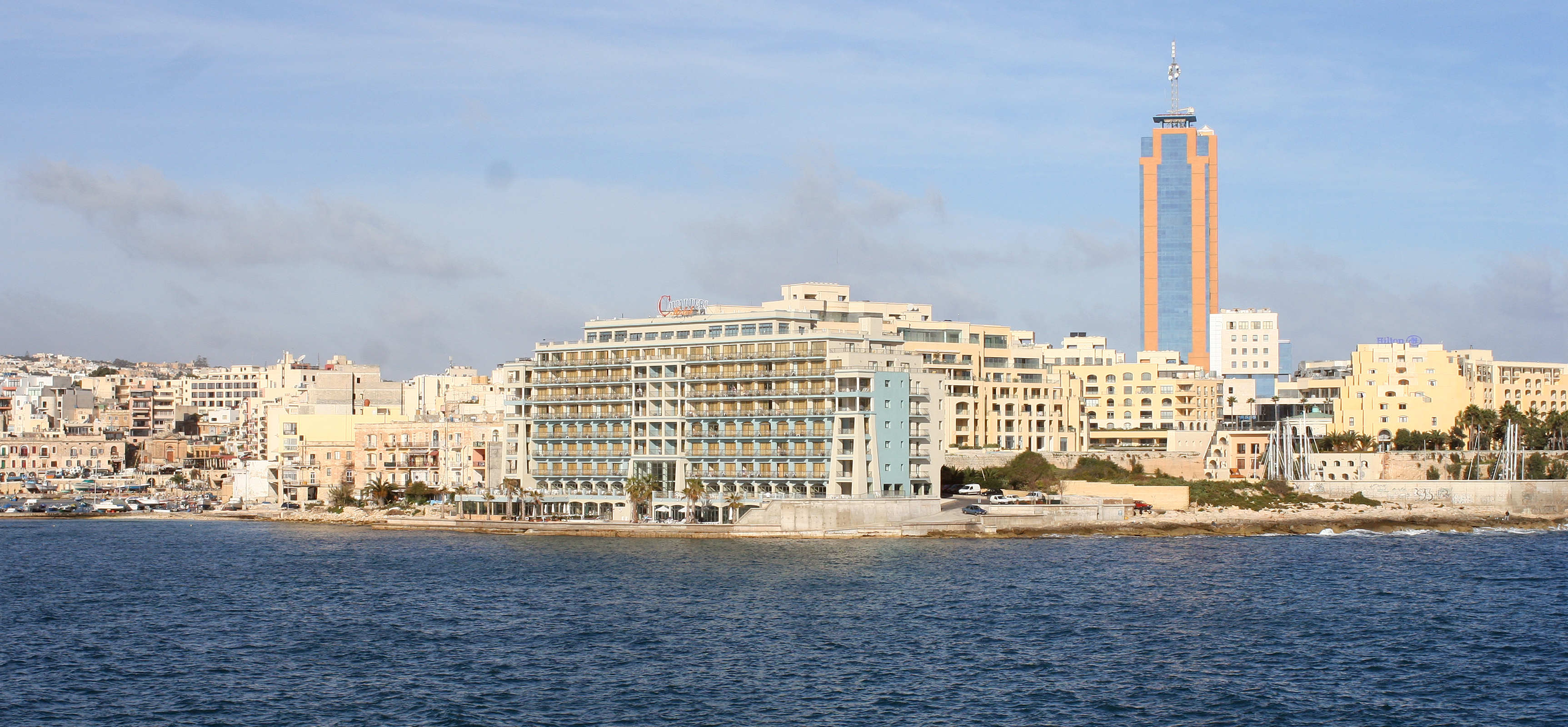
San Ġiljan met de Portomaso Tower